# Mizostòmides
Els mizostòmides (Myzostomida) són un grup de petits anèl·lids que parasiten equinoderms, sobre tot crinoïdeus. Van ser descrits per primera vegada en 1827 per Rudolf Leuckart. La seva filiació és incerta; per a alguns autors no són més que un ordre pertanyent a la classe Polychaeta.

## Característiques
La forma típica dels mizostòmids és aplanada i arrodonida amb una prima vora des del qual es perllonguen radialment delicats pèls anomenats cirrus. La superfície dorsal és suau i en la ventral existeixen cinc parells de parapodis dotats de garfis amb els quals s'aferren a l'hoste. Posseeixen a més quatre òrgans xucladors aparentment amb capacitat sensorial. La boca i l'anus solen estar en els extrems de la superfície ventral dels animals. La majoria són hermafrodites amb òrgans reproductors rudimentaris. Algunes espècies es desplacen en el cos de l'hoste, mentre unes altres romanen aferrades als òrgans diana d'aquest.

## Taxonomia
Segons WoMRS els mizostòmids son un ordre incertae sedis, és a dir, no assignat a cap classe, que inclou set famílies:
- Família Asteriomyzostomidae Jägersten, 1940
- Família Asteromyzostomidae Wagin, 1954
- Família Eenymeenymyzostomatidae Summers & Rouse, 2015
- Família Endomyzostomatidae Perrier, 1897
- Família Myzostomatidae Benham, 1896
- Família Protomyzostomidae Stummer-Traunfels, 1926
- Família Pulvinomyzostomidae Jägersten, 1940